# Basse-Allaine
Basse-Allaine é uma comuna da Suíça, situada no distrito de Porrentruy, no cantão de Jura. Tem 22,97 km² de área e sua população em 2018 foi estimada em 1.229 habitantes.